# Pleonexia
Pleonèxia, té origen en la paraula grega "πλεονεξία”, és un concepte filosòfic que correspon aproximadament a la cobdícia, o l'avarícia, i es defineix estrictament com “el desig insaciable de tenir el que per dret pertany als altres”. Això es reflecteix en la pràctica pel fet de prendre sempre més del que ens correspon, o menys, quan l'objecte resulta ingrat. Ritenbaugh descriu pleonèxia com “despietat egoisme i una arrogant assumpció que els altres i les coses existeixen només per al nostre benefici”.

## Conceptes grecs clàssics de pleonèxia
Filòsofs grecs clàssics com Plató relacionaven pleonèxia amb la justícia.
Trasímac, en el llibre I de La República, presenta pleonèxia com un estat natural, sobre el qual la justícia és una restricció artificial. Entre la ciutat sana (utòpica) en què cada ciutadà té un comportament adequat a l'interès de la ciutat i la ciutat malalta en el fet que els ciutadans es deixen portar pel seu propi interès i en ella la pleonèxia predominaria, es troba la ciutat justa en la qual la justícia actua com a contrapunt de la pleonèxia i la regula. Aristòtil, va insistir en la seva Ètica a Nicòmac que totes les accions específicament injustes estan motivades per pleonèxia. Kraut discuteix pleonèxia i l'equipara a epichairekakia (epicaricacia), la versió grega d'alegria pel mal dels altres (schadenfreude: designa el sentiment d'alegria creat pel sofriment o la infelicitat de l'altre. Clínicament s'identifica amb el sadisme), afirmant que inherent a la pleonèxia és l'atractiu d'actuar injustament a costa dels altres. Young, no obstant això, sosté que la simple participació de la injustícia en el desig de guanyar cada vegada més és el que defineix pleonèxia, encara que no sigui d'una manera injusta. Thomas Hobbes inclou la pleonèxia com un concepte de la llei natural al Leviatan: "Si en aquest cas, a la realització de la pau, els homes requereixen per a si mateixos, el que ells no haurien concedit als altres, ho fan en contra de la llei precedent, que mana el reconeixement de la igualtat natural i, per tant, també en contra de la llei de la naturalesa. Els observadors de la present llei, són aquells que anomenem modestos, i els desobedients de la llei homes arrogants. Els grecs anomenaven a la violació d'aquesta llei πλεονεξία (pleonèxia); és a dir, un desig de tenir una porció superior a la que els correspon.

## Conceptes cristians de pleonexia
La pleonèxia, que s'esmenta en el Nou Testament en Colossencs 3 versos 1-11 i Lluc 12 versicles 13-21, ha estat objecte de comentaris pels teòlegs cristians.
William Barclay descriu pleonèxia com un «maleït desig de tenir», i el que el té “perseguirà els seus propis interessos amb total menyspreu pels drets dels altres, i inclús per les consideracions d'humanitat comuna”. Cataloga la pleonèxia com un vici agressiu que opera en tres esferes de la vida. En l'esfera material implica “aferrar-se a diners i béns materials, independentment de l'honor i honestedat propis”. En l'esfera ètica és “l'ambició, que trepitja a altres per guanyar alguna cosa que no s'entén adequadament per què”. En l'esfera moral, és “la luxúria desenfrenada que pren el seu plaer on no té el dret de prendre'l”.
Una creença cristiana equipara pleonèxia amb idolatria, perquè reemplaça a Déu pel benefici propi i per l'interès material en les coses.
Un exemple literari de pleonèxia segons Vittorio Sermonti és el dels avars representats en el quart cercle de l'Infern de la Divina Comèdia de Dante Alighieri. Sermonti en el seu comentari recorda que «avaro» en l'italià antic, significava àvid abans de significar agarrat o gasiu, i l'avarícia era assimilable a la pleonèxia d'Aristòtil. Aquesta accepció possiblement explicaria la ràbia i el menyspreu de Dante cap a aquells maleïts “fill de la lloba” que apareix en el primer cant de l'Infern.